# Гезеллиус, Герман

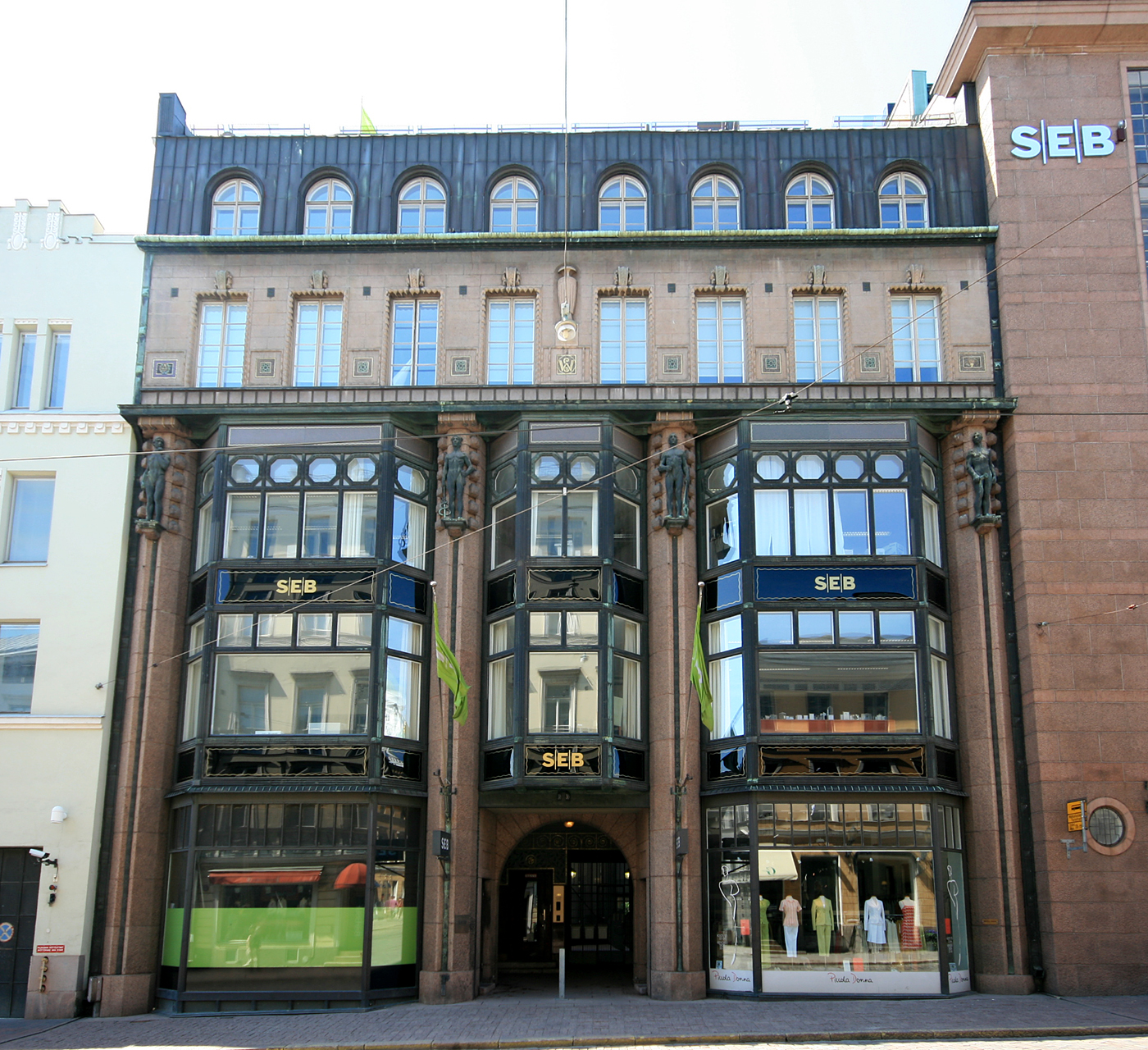
Торговый дом «Вуорио»

Герман Эрнст Хенрик Гезеллиус (швед. Herman Ernst Henrik Gesellius; 16 января 1874, Гельсингфорс, Великое княжество Финляндское — 24 марта 1916, Киркконумми, Великое княжество Финляндское) — финский архитектор, видный представитель финского национального романтизма, опирающегося на финский фольклор и традиции средневекового зодчества.

## Биография
В 1893 году стажировался на заводе в Санкт-Петербурге. В 1897 году окончил Политехнический институт в Хельсинки. С 1896 по 1907 год работал в фирме Gesellius-Lindgren-Saarinen. После 1912 года в связи с тяжёлой болезнью лёгких отошёл от дел.
В составе бюро выполнил следующие работы:
- в Хельсинки
  - дом Тальберга (1897—1898)
  - здание страхового общества «Похьола» (1899—1901)
  - «дом врачей» (1900—1901)
  - дом «Олофсборг» (1901—1903)
  - Национальный музей (1901—1910)
- вне Хельсинки:
  - павильон Финляндии на Всемирной выставке в Париже (1898—1900)
  - вилла «Виттреск» (1901—1903)
  - вилла «Витторп» (1902) в Киркконумми
  - Усадьба Суур-Мерийоки под Выборгом (1902)
  - железнодорожный вокзал в Выборге (1904—1913)

Самостоятельные проекты: торговый дом «Вуорио» (1908—1909, надстроен А. Линдгреном в 1913—1914).